# Krieg und Frieden (1966)
Der vierteilige Film Krieg und Frieden (russisch Война и мир, Woina i mir) wurde von 1965 bis 1967 vom sowjetischen Regisseur Sergei Bondartschuk nach dem historischen Roman Krieg und Frieden von Leo Tolstoi gedreht. Die sowjetische Fassung hat eine Gesamtlaufzeit von 432 Minuten (zirka sieben Stunden). Die Premiere des ersten Teils fand am 14. März 1966 statt, der vierte und letzte Teil wurde am 4. November 1967 uraufgeführt. In der DDR hatte Krieg und Frieden 2.225.649 Besucher.
Durch fragwürdige Berechnungsmethoden kam man auf 100 Millionen US-Dollar Produktionskosten, dies würde heute (2015) inflationsbereinigt 700 Millionen Dollar entsprechen. Damit wäre der Film der bisher teuerste. Diese Zahlen sind falsch, denn die Produzenten berichteten im August 1967, die Gesamtkosten beliefen sich genau auf 8.291.712 Rubel, oder 9.213.013 Dollar nach dem damaligen Wechselkurs.

## Handlung
→ Artikel Krieg und Frieden

## Kritik
„Bondartschuk folgt – anders als Vidors gestraffte Hollywoodversion – der epischen Erzähltechnik der Vorlage nahezu wortgetreu und liefert ein detailreiches Pendant zur Materialfülle des Romans, beeindruckt durch Plastizität in der Schilderung von Milieu und Zeitkolorit.“

„Was erstaunlich an diesem Film ist: (…) Er bleibt gebunden in der Historie, er zeigt Geschichte ohne jegliche Tendenz.“

„Obwohl sich die Hersteller um detailgetreue Wiedergabe bemühten, wird das Werk den Ansprüchen der Tolstojschen Vorlage weder in der Form noch in seinem Inhalt gerecht. Als Historienfilm mit Tiefgang ist er jedoch schon ab 14 Jahren empfehlenswert.“

## Auszeichnungen
- 1965: Großer Preis des IFF Moskau für den Besten Film
- 1965: Auszeichnung des IFF Moskau für Ljudmila Michailowna Saweljewa als Beste Darstellerin
- 1968: New York Film Critics Circle Award für den Besten ausländischen Film
- 1969: Oscar für den Besten fremdsprachigen Film
- 1969: Golden Globe für den Besten fremdsprachigen Film
- 1969: Auszeichnung des National Board of Review für den Besten fremdsprachigen Film

## DVD-Versionen

### Originalton mit Untertiteln
Die russische Originaltonspur findet sich lediglich auf internationalen Ausgaben, zum Beispiel von RusCiCo oder Artificial Eye, die im internationalen Versandhandel erhältlich sind.

### Nur deutschsprachig
Seit dem 16. August 2006 ist der Film durch Icestorm Entertainment auch in Deutschland auf DVD erhältlich. Icestorm Entertainment verwertet seit 1998 DEFA-Produktionen und seit 2003 auch russische Spielfilm-Klassiker auf DVD und Video. Bei dieser Krieg-und-Frieden-Ausgabe fehlt die Originaltonspur. Man findet lediglich eine deutsche Tonspur. Auf der DVD befinden sich diverse Dokumentationen, unter anderem von Filmpublizist Ralf Schenk und Historiker Jürgen Angelow. Neben einem Beitrag aus der Wochenschau, der Pressekonferenz Sergei Bondartschuks in Berlin und in den Ateliers von Babelsberg findet man noch den Trailer zum Film.
Die deutsche Synchronfassung wurde von der DEFA angefertigt. Das Synchrondrehbuch schrieb Wito Eichel, für die Dialogregie war Helmut Brandis verantwortlich.
| Rolle             | Sprecher           |
| ----------------- | ------------------ |
| Natascha Rostowa  | Sigrid Göhler      |
| Pierre Besuchow   | Günther Grabbert   |
| Andrei Bolkonski  | Winfried Wagner    |
| Ilja Rostow       | Siegfried Weiß     |
| Gräfin Rostowa    | Sabine Krug        |
| Nikolai Rostow    | Carl-Hermann Risse |
| Sonja Rostowa     | Monika Lennartz    |
| Nikolai Bolkonski | Herwart Grosse     |
| Lisa Bolkonskaja  | Angelica Domröse   |
| Dolochow          | Dieter Wien        |
| Maria Bolkonskaja | Barbara Adolph     |
| Onkel der Rostows | Martin Flörchinger |

## Veröffentlichung auf arte.tv
Bis zum 1. Juni 2025 gibt es alle Teile in der Arte.tv Mediathek.

## Kino-Wiederaufführung 2021
In ausgewählten Kinos startete der Film ab 18. November 2021 bundesweit.